# Spenörter
Spenörter (Laserpitium) är ett släkte i familjen flockblommiga växter. Det beskrevs av Carl von Linné 1753.

## Arter
Släktet har tidigare ansetts omfatta en mängd arter, men flera av dem har omklassificerats och per 2025 omfattar det endast åtta giltiga arter:
- Laserpitium emilianum Emb.
- Laserpitium gallicum L.
- Laserpitium halleri Crantz
- Laserpitium krapfii Crantz
- Laserpitium latifolium L.
- Laserpitium longiradium Boiss.
- Laserpitium nitidum Zanted.
- Laserpitium peucedanoides L.